# Чоловіча контрацепція

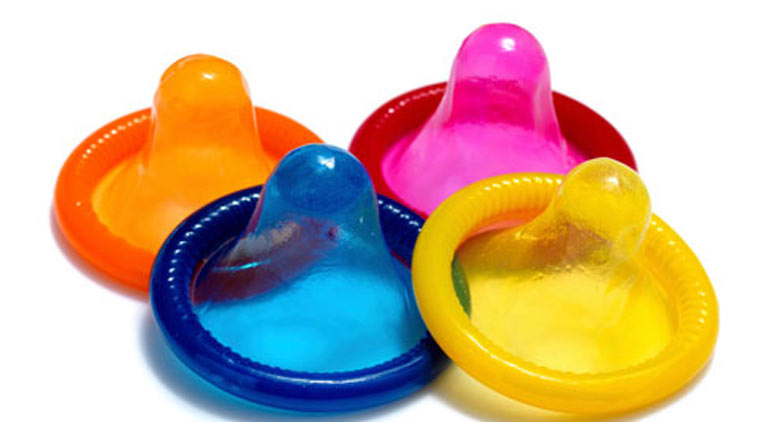
Чоловічий презерватив: найдешевший з надійних контрацептивів і єдиний, що захищає від ІПСШ

Чоловічі контрацептиви — методи запобігання вагітності, пов'язані виключно з чоловічими фізіологічними процесами та анатомією. Найбільш поширеними методами є застосування презервативів та вазектомія. Деякі методи (наприклад, презерватив) допомагають значно знизити імовірність зараження ВІЛ та іншими ІПСШ.
Надійність більшості методів контрацепції значно варіює залежно від правильності використання. Деякі з них вимагають досвіду, самодисципліни та чіткого розпорядку дня.

## Надійність
Для оцінки ефективності методу контрацепції застосовується індекс Перля (скільки жінок із 100 завагітніли, використовуючи той чи інший метод контрацепції упродовж 1 року). Попри розкид значень індексу Перля в різних джерелах (зазвичай через те, які саме фактори враховуються впродовж дослідження), цей показник є орієнтиром у виборі методу контрацепції.
Для порівняння, при незахищеному статевому акті (без жодної контрацепції) індекс Перля становить 80-85%, залежачи від плідності пари і фази менструального циклу. Чим нижчий індекс Перля, тим ефективніший контрацептив.
| Група методів                                                                | Механізм(и) дії                             | Метод контрацепції                         | Ефективність (індекс Перля) | Ефективність (індекс Перля)  |
| Група методів                                                                | Механізм(и) дії                             | Метод контрацепції                         | Типове використання         | Ідеальне використання        |
| ---------------------------------------------------------------------------- | ------------------------------------------- | ------------------------------------------ | --------------------------- | ---------------------------- |
| Хірургічна стерилізація (унеможливлювання запліднення оперативними методами) | Перекриття сім'явивідних проток             | Чоловіча стерилізація: вазектомія          | 0,15 %                      | 0,10 %                       |
| Бар'єрні методи (фізична перепона між спермою та яйцеклітиною)               | Перешкоджання потраплянню сперми у вагіну   | Презерватив чоловічий (на пеніс)           | 18 %                        | 2 % Ефект. 75-95 %[джерело?] |
| Бар'єрні методи (фізична перепона між спермою та яйцеклітиною)               | Хімічна інактивація сперматозоїдів у вагіні | Сперміциди                                 |                             |                              |
| Гормональні                                                                  | Досліджується                               | Чоловіча гормональна контрацепція          |                             |                              |
| Інші методи                                                                  | Досліджується                               | Імуноконтрацепція (контрацептивна вакцина) |                             |                              |
| Природні (народні): використовувались до розробки надійної контрацепції      | Перешкоджання потраплянню сперми у вагіну   | Переривання статевого акту                 | 27 %                        | 4 % Ефект. 97-98 %[джерело?] |

## Традиційні методи
Методи, що давно відомі та широко застосовуються впродовж довгого часу. До них належать:

### Утримання від статевого акту
Хоча целібат теоретично ефективний, він не є практичним методом контрацепції, оскільки вимагає чіткого дотримання правил безпеки. Утримання від статевого акту та проведення його лише в дні, коли відсутня овуляція має високу протизаплідну ефективність, однак частота запліднень різко збільшується під час порушення правил безпеки.

### Перерваний статевий акт
Традиційний метод чоловічої контрацепції, за якого статевий акт завершується еякуляцією не у вагіну. Один з основних доіндустріальних методів планування сім'ї, в значній мірі відповідальний за демографічний перехід від високої до низької народжуваності. Через вплив на процес багатьох факторів, часто призводить до невдач та не є безпечним. Є найменш ефективним з усіх методів контрацепції.

### Презервативи
Забезпечують безпечну, порівняно дешеву, широко доступну та підконтрольну користувачами зворотну контрацепцію з малою кількістю побічних ефектів (алергічні реакції). У випадку алергії на латекс використовуються безгумові засоби. Поліуретанові презервативи з покращеною тактильною чуттєвістю були розроблені в 1990-х, однак продемонстрували нижчі показники ефективності та механічних характеристик порівняно з латексними.

### Вазектомія

Вазектомія: найефективніший з відомих методів чоловічої контрацепції

Хірургічний метод чоловічої стерилізації. Процедура включає перерізання дистальних відділів сім'явивідних каналів, які потім перев'язуються або закупорюються для запобігання потрапляння сперматозоїдів в еякулят. Вазектомія — це швидкий, простий та високоефективний метод, головним недоліком якого є ускладнена зворотність процесу відновлення фертильності.

## Сучасні методи
Методи, що з'явилися впродовж останнього часу та потребують майбутніх досліджень. До них належать:

### Оклюзія судин
Здається привабливим методом контрацепції, оскільки зворотність вазектомії не є дешевою та широкодоступною. Метод базується на ін'єкції полімерів для закупорення судин, що надалі можуть бути видалені для відновлення фертильності. Однак аналіз отриманих результатів виявив, що оклюзія має нижчі показники індукції азооспермії, ніж при вазектомії.

### Температурні методи
Відомо, що короткочасні підвищення температури яєчок здатні суттєво пригнічувати сперматогенез, в той час, як стійке підвищення температури потенціює розвиток патологій залоз. Беручи до уваги сумнівну прийнятність та безпечність пригнічення вироблення сперматозоїдів, викликане підвищенням температури, можливість застосування подібного методу чоловічої контрацепції ще потрібно досліджувати.

### Гормональні методи
Найбільш близькі до повного задоволення потреб від протизаплідних засобів. Чоловіча гормональна контрацепція заснована на екзогенному введенні тестостерону окремо чи в комбінації з прогестином або аналогами гонадоліберинів для пригнічення гонадотропінів ЛГ та ФСГ до рівнів, які будуть незадовільні для підтримання нормального рівня спераматогенезу. Сперматогенез залежить від рівня інтратестикулярного тестостерону та функціорування клітин Сертолі. Зниження рівня ЛГ призводить до помітного інгібування кількості тестостерону клітинами Лейдіга; зниження рівня інтратестикулярного тестостерону в поєднанні з пригніченням ФСГ призводить до пригнічення функцій клітин Сертолі, необхідної для дозрівання та виживання зародкових клітин. Низькі рівні інтратестикулярного тестостерону обумовлюються пригнічення проліферації сперматогоній, прискореному апоптозу, а також дефектам сперміації та секвертації зрілих сперматозоїдів клітинами Сертолі. В дослідженнях, що проводили ВОЗ, паралельно з екзогенним тестостероном, почали застосовувати прогестин, що продемонструвало більш посилене та швидке пригнічення сперматогенезу.
Розповсюдженими побічними ефектами у ході введення тестостерону та його ефірів є поява акне, збільшення ваги, зниження холестерину та ліпопротеїнів високої щільності, підвищення гематокриту та гемоглобіну, порушення сну, зниження лібідо. Є дослідження, що заявляють про зв'язок введення екзогенного тестостерону та ризику виникнення серцево-судинних захворювань, включаючи інфаркт міокарду та інсульт, однак це потребує подальшого вивчення.
Оборотність схем чоловічої гормональної контрацепції чітко встановлена в результаті комплексного повторного аналізу, що об'єднав первинні дані 90 % досліджень, в яких демонструвалася повна оборотність нормального рівню сперматогенезу впродовж заявленого часу.

## Лікарські засоби
- Госипол, екстракт бавовни, вивчався як протизаплідний засіб для чоловіків[15].
- Імуноконтрацепція, спрямована на антигени сперматозоїдів, виявилася ефективною у самців приматів[16].
- Блокатори кальцієвих каналів, такі як ніфедипін, можуть викликати зворотне безпліддя, змінюючи ліпідний метаболізм сперматозоїдів таким чином, що вони не можуть запліднювати яйцеклітину[17].
- Сполуки, що перешкоджають метаболізму вітаміну А, робили самців пацюків безплідними упродовж лікування, не впливаючи на лібідо. Після зупинки застосування лікарських засобів особини відновлювати репродуктивні функції[18].
- Аджудин, нетоксичний аналог лонідаміну, викликає безпліддя у пацюків. Препарат блокує зв'язки між клітинами Сертолі в сім'янниках та блокує сперматиди. Сперма виділяється передчасно і не перетворюється в функціональні гамети[18].
- Гамендазол демонструє напівзворотне безпліддя у пацюків. Механізм дії включає в себе порушення функцій клітин Сертолі, що призводить до зниження рівня інгібіну В.
- Проведені дослідження ундекаонату тестостерону показують його ефективність[19].
- Виявлено, що при застосуванні феноксибензаміну блокується еякуляція, що робить його ефективним протизаплідним методом, не впливаючи на якість сперми, процес зворотній[20].
- Трестолон — анаболічний стероїд, що знижує кількість сперматозоїдів[21].